# Mystery Mountain
Mystery Mountain (bra A Montanha Misteriosa) é um seriado estadunidense de 1934, categoria Western, produzido pela Mascot Pictures. É um remake de The Hurricane Express, de 1932, também da Mascot. Foi protagonizado por Ken Maynard, acompanhado de seu fiel cavalo Tarzan.

## Sinopse
O detetive Ken Williams está determinado a descobrir a identidade do misterioso Rattler, que ataca ferrovias e empresas de transporte sob a propriedade de Jane Corwin. O Rattler é especialmente difícil de descobrir por causa de sua habilidade em se disfarçar como as outras pessoas.

## Elenco
- Ken Maynard … Ken Williams, detetive da ferrovia
- Tarzan … Tarzan, cavalo de Ken Williams
- Verna Hillie … Jane Corwin
- Syd Saylor … Breezy Baker
- Edward Earle … Frank Blayden
- Hooper Atchley … Dr Edwards
- Edward Hearn … Lake
- Al Bridge … Tom Henderson
- Bob Kortman … Hank, um dos capangas de Rattler
- Lew Meehan … Red, um dos capangas de Rattler
- George Chesebro … Anderson, um dos capangas de Rattler
- Tom London … Morgan, um dos capangas de Rattler
- Lynton Brent … Mathews, telegrafista

## Produção

### Dublês
- Cliff Lyons dublando Ken Maynard

De acordo com o livro The Great Movie Serials: Their Sound and Fury, Ken Maynard foi dublado por Cliff Lyons em algumas cenas, mas realizou muitas das cenas ele próprio, principalmente as cenas com cavalo. No entanto, o livro posterior In the Nick of Time relata que Ken Maynard foi dublado por seu irmão, Kermit Maynard. A similaridade física entre os dois torna difícil o reconhecimento das diferenças entre ele e o dublê  Maynard's horse, Tarzan, had three doubles, one of which was blind.
O futuro diretor de seriados William Witney, enquanto trabalhava como assistente, trabalhou como dublê na falta de outro, em uma cena. Ele montava um cavalo em velocidade, através de uma ponte sobre um desfiladeiro, com um trem em movimento atrás dele.

## Capítulos
1. The Rattler
2. The Man Nobody Knows
3. The Eye That Never Sleeps
4. The Human Target
5. Phantom Outlaws
6. The Perfect Crime
7. Tarzan the Cunning
8. The Enemy's Stronghold
9. The Fatal Warning
10. The Secret of the Mountain
11. Behind the Mask
12. The Judgment of Tarzan

Fonte: